# Hexatoma semirufa
Hexatoma semirufa är en tvåvingeart som först beskrevs av Alexander 1927.  Hexatoma semirufa ingår i släktet Hexatoma och familjen småharkrankar.
Artens utbredningsområde är Venezuela. Inga underarter finns listade i Catalogue of Life.